# Amalosia obscura
Amalosia obscura (тендітний оксамитовий гекон) — вид геконоподібних ящірок родини диплодактилідів (Diplodactylidae). Ендемік Австралії.

## Поширення і екологія
Тендітні оксамитові гекони мешкають в горах Вунаамін-Мілівунді в регіоні Кімберлі в Західній Австралії. Вони живуть серед пісковикових скель, порослих рослинністю.